# Hucułka Ksenia (film 2019)
Hucułka Ksenia – ukraiński film muzyczny z 2019 roku w reżyserii Ołeny Demjanenko na podstawie operetki Jarosława Barnycza o tym samym tytule.
Kinową premierę w Ukrainie film miał 7 marca 2019 roku. Premiera telewizyjna odbyła się 3 maja 2020 roku na kanale 1+1.

## Fabuła
Fabuła filmu rozgrywa się w 1939 roku, na kilka tygodni przed zajęciem Zachodniej Ukrainy przez ZSRR. Jaro (Maksym Łozynski), Amerykanin pochodzenia ukraińskiego, przyjeżdża do Worochty, by poślubić Ukrainkę. Tylko pod tym warunkiem odziedziczy dużą fortunę ojca. Pewnego dnia Jaro spotyka Hucułkę Ksenię (Warwara Łuszczyk), co zmienia jego wcześniejsze plany.

## Obsada
| Aktor                        | Rola                                                     |
| Maksym Łozynski              | Jaro                                                     |
| Warwara Łuszczyk             | Ksenia                                                   |
| Ihor Ciszkewycz              | Mike                                                     |
| Kateryna Mołczanowa          | Mary                                                     |
| Olivier Bonjour              | profesor                                                 |
| Ołeh Stefan                  | Iwan Synycja, właściciel i dyrektor hotelu Osela Howerła |
| Tetiana Peczenkina           | Helen                                                    |
| Mariczka Sztyrbułowa         | Zuzia                                                    |
| Wiktorija Janczuk            | Marusia                                                  |
| Marija Czuprynenko           | Danusia                                                  |
| Witalij Ażnow                | Juro                                                     |
| Chrystyna Fedorak            | Mariczka                                                 |
| Jurij Radkowski              | Semen                                                    |
| Ołeksandra Kowałenko         | (rola epizodyczna)                                       |
| Natałka Kobiźka              | Hanusia                                                  |
| Wiaczesław Hrynczenko        | (rola epizodyczna, reżyser tanga)                        |
| freak-kabaret Dakh Daughters | (występ gościnny)                                        |
| zespół DachaBracha           | (występ gościnny)                                        |

## Zespół
- Scenariusz: Ołena Demjanenko (na podstawie operetki Jarosława Barnycza),
- Muzyka: Jarosław Barnycz, Tymur Polanski i freak-kabaret „Dakh Daughters”,
- Choreograf: Wiaczesław Hrynczenko,
- Reżyser wykonawczy: Ołena Demjanenko,
- Zdjęcia: Dmytro Jaszenkow,
- Scenograf: Jurij Łarionow,
- Kostiumograf: Nadija Kudriawcewa,
- Wizażysta: Witalij Skopelidis,
- Montaż: Ihor Rak,
- Reżyser dźwięku: Artem Mostowy,
- Producent wykonawczy: Jewhenija Rauch,
- Producenci: Ołena Demjanenko i Dmytro Tomaszpolski.

## Produkcja

### Budżet
Film „Hucułka Ksenia” został nagrodzony w IX Konkursie Państwowej Agencja Ukrainy ds. Kina. Dofinansowanie z Agencji wyniosło- 23,9 mln ₴ z całkowitego budżetu, który wyniósł 47,8 mln ₴.

### Zdjęcia
Zdjęcia do filmu nakręcono w Kijowskim Studiu Filmowym im. Dowżenki w 15 obiektach wybudowanych specjalnie na potrzeby filmu. Zdjęcia w plenerze wykonano w Karpatach i w regionie Żytomierza.

### Dźwięk
Teksty i muzykę do filmu napisał i wykonał kijowski zespół Dakh Daughters oraz inni artyści.

## Dystrybucja
Krajowa (ukraińska) premiera filmu miała miejsce 7 marca 2019 r. Dystrybutorem filmu jest B&H. W internecie - na platformie VOD Takflix - film zadebiutował rok później, tj. 27 lutego 2020 r.
Film otrzymał entuzjastyczne recenzje ukraińskich krytyków filmowych.

## Nagrody
- 2019: 1 lipca 2019 roku film zdobył Grand Prix festiwalu „Mt. Fuji - Atami International Film & VR Festival” w Japonii[10][11].
- 2020: podczas rozdania 4. edycji Nagrody Złotego Dzigi – 3 maja 2020 r., online – film zdobył dziewięć nominacji (dzieląc w ilości nominacji miejsce z filmem „Moje myśli są ciche”; zaraz za filmem „Do domu”, który zdobył aż 11 nominacji). W dwóch kategoriach: dla najlepszego kompozytora (Tymur Polanski oraz freak-kabaret „Dakh Daughters”) oraz najlepsza piosenka („Mawka-rusałka”, freak-kabaret „Dakh Daughters”)[12].